# Campionat britànic de trial 2018
La temporada de 2018 del Campionat britànic de trial fou la 68a edició d'aquest campionat, organitzat per l'ACU. El calendari oficial constava de 8 proves puntuables, celebrades entre el 10 de març i el 21 d'octubre.

## Classificació final
| Posició | Pilot         | Motocicleta | Punts |
| ------- | ------------- | ----------- | ----- |
| 1       | James Dabill  | Beta        | 135   |
| 2       | Jack Price    | Gas Gas     | 129   |
| 3       | Toby Martin   | Montesa     | 111   |
| 4       | Dan Peace     | Gas Gas     | 110   |
| 5       | Jack Peace    | Gas Gas     | 99    |
| 6       | Jack Sheppard | Sherco      | 84    |
| 7       | Andy Chilton  | Scorpa      | 66    |
| 8       | Thomas Minta  | Scorpa      | 56    |
| 9       | Iwan Roberts  | TRRS        | 51    |
| 10      | Billy Green   | Beta        | 48    |